# 対流凝結高度
対流凝結高度（たいりゅうぎょうけつこうど, Convective condensation level, CCL）とは、水蒸気を含む空気塊が浮力によって自ら上昇し、過飽和になって水蒸気の凝結が始まり雲ができ始める高度を示す、大気熱力学の用語。
持ち上げ凝結高度(LCL)が、風などによって強制的に空気塊が持ち上げられた時の凝結高度を指すのに対して、CCLは、地表の加熱によって空気塊自身が浮力によって上昇した時の凝結高度を指す。
CCLの算出式は、対流凝結高度のものと同じである。また、対流凝結高度に達するまで空気塊が自ら上昇するために必要な最初の気温を対流温度(CT)という。